# Muthangi, Homnabad
Muthangi là một làng thuộc tehsil Homnabad, huyện Bidar, bang Karnataka, Ấn Độ.